# Marginella sebastiani
Marginella sebastiani is een slakkensoort uit de familie van de Marginellidae. De wetenschappelijke naam van de soort is voor het eerst geldig gepubliceerd in 1979 door Marche-Marchad & Rosso.